# Kim Turnerová
Kimberly „Kim“ Sealsová, dříve McKenzieová, rozená Turnerová (* 21. března 1961 Birmingham), je bývalá americká sportovkyně, která startovala hlavně na překážkách na 100 metrů. Získala bronzovou medaili v roce 1984 v Los Angeles. Získala také americký titul v roce 1988.